# چارلز آر. بریتون
چارلز رِی برایتون (Charles Ray Brayton) (زادهٔ ۱۶ اوت ۱۸۴۰ - درگذشتهٔ ۲۳ سپتامبر ۱۹۱۰)، سیاستمدار و لابیگر آمریکایی بود. یک جمهوری‌خواه نیویورک تایمز او را «رئیس نابینای رود آیلند» خطاب می‌کرد که با نجیب‌زاده سیاسی بدنام شهر نیویورک، ویلیام «رئیس» توید شباهت داشت.

## زندگی‌نامه
چارلز آر. برایتون در وارویک، رود آیلند در خانواده ویلیام دانیل برایتون و آنا ماد (کلارک) برایتون متولد گردید. در سال ۱۸۵۷، پدرش به عنوان یک جمهوری‌خواه به نمایندگی از رود آیلند در کنگره ایالات متحده انتخاب شد. او در سال ۱۸۵۹، شروع به تحصیل در دانشگاه براون در پراویدنس کرد، اما در نیمه سال دوم تحصیل خود را ترک کرد تا به سومین توپخانه سنگین رود آیلند در ارتش اتحادیه جنگ داخلی آمریکا بپیوندد. در سال ۱۸۶۱، او به عنوان ستوان یکم منصوب شد، در سال ۱۸۶۳ به درجه سرهنگ دوم و در آوریل ۱۸۶۴ به سرهنگ ارتقا یافت. وی در اکتبر سال ۱۸۶۴، با افتخار از خدمت مرخص شد. در مارس ۱۸۶۵، همراه با تعداد دیگر، درجه افتخاری سرتیپ (ترفیع افتخاری) را دریافت کرد. در همان سال، درست یک ماه قبل از پایان جنگ، با آنتوانت پرسیوال بلدن ازدواج کرد.

### ظهور سیاسی
برایتون در مارس سال ۱۸۶۷، به عنوان کاپیتان درگروه هفدهم پیاده‌نظام ارتش منظم منصوب شد و در ژوئیه همان سال استعفا داد. او سپس به عنوان رئیس پُسته‌خانه بندر رویال، در کارولینای جنوبی، شهری که در طول جنگ به تصرف آن کمک کرده بود، منصوب شد. او پیش از بازگشت به وارویک به عنوان منشی شهر، در تعدادی از انتصابات سیاسی خدمت کرد، موقعیتی که پدرش نیز بر عهده داشت. در سال ۱۸۷۰ او قرارش از جانب رئیس‌جمهور اولیسیس اس. گرانت را به عنوان کنسول در شهرستان کورک در ایرلند نپذیرفت. در سال ۱۸۷۴، او مسئول پستخانه پراویدنس و در سال ۱۸۸۰ به عنوان رئیس پلیس ایالتی رود آیلند منصوب گردید.
برایتون رئیس کمیته ایالتی جمهوری‌خواه شد، موقعیتی که او برای تقریباً سی سال بعد از آن برای تبدیل شدن به «رئیس» مؤثر سیستم سیاسی تحت کنترل جمهوری‌خواهان ایالت استفاده کرد. در سال ۱۸۹۶، او به کمیته ملی جمهوری‌خواهان معرفی شد و به عنوان نماینده کنوانسیون ملی ۱۹۰۰ جمهوری‌خواهان که رئیس‌جمهور وقت ویلیام مک کینلی را نامزد کرد، ایفای وظیفه نمود.

### از دست دادن بینایی
در سال ۱۹۰۰، برایتون از هر دو چشم دچار آب ریزی (آب مروارید) شد و در سال ۱۹۰۱ تحت یک عمل جراحی ناموفق یکی از چشمانش را از دست داد. با پیشرفت آب ریزی، او از نظر عملکردی بینایی چشم باقی مانده‌اش را نیز از دست داد.

### قانون برایتون
درسال ۱۹۰۱، حزب جمهوری‌خواه ایالتی پس از مرگ ویلیام گرگوری، استاندار جمهوری‌خواه، انشعاب گردید. برایتون خواستار تصویب قانونی شد که قدرت را از مقام استانداری به مجلس سنای ایالتی جمهوری‌خواه منتقل می‌کرد. این قانون که به «قانون برایتون» معروف شد، تقریباً تمام اختیارات انتصاب را به سنای ایالت اعطا کرد و استاندار را به انتصاب منشی خصوصی خودش و تعداد کمی از مناصب رسمی کوچک محدود کرد. در سال ۱۹۰۳، زمانیکه لوسیوس اف. سی گاروین دموکرات به عنوان استاندار انتخاب شد، این قانون عملی گردید. قانون مذکور الی انقلاب سبز «بدون خون» سال ۱۹۳۵ تا زمانیکه دموکرات‌ها کنترل سنای ایالت را به‌دست گرفتند، لازم الاجرا باقی ماند.

### مباحثه لابی‌گری
در سال ۱۹۰۶ زمانیکه نامزد دموکرات‌ها، جیمز ایچ. هایگینز، نارضایتی مردم عام را از نفوذ برایتون به عنوان محور اصلی مبارزات انتخاباتیش اعلام کرد، برایتون به یک مسئله تبدیل شد. به قول هایگینز «شرارت‌های لابی‌گری» به یک «امتیاز و انحصار ظالمانه» در دستان برایتون مبدل شده بود. هیگینز در انتخابات پیروز شد و انتقادات او توسط نیویورک تایمز منعکس شد که از برایتون به عنوان «ظالم رود آیلند» خواند و گفت که «به مدت چهل سال کنترل برایتون بر شورای عمومی و در نتیجه بر تمام قوانین، عملاً مطلق بوده‌است».
برایتون خارج از ساختمان دفتر ایالتی رود آیلند، در دفتر هانتر سی وایت، کلانتر ارشد هرستان پراویدنس فعالیت می‌کرد. در سال ۱۹۰۷، یکی از اولین اقدامات استاندار هیگینز دستور اخراج برایتون توسط وایت بود که برایتون را به عنوان یک «آفت اخلاقی و سیاسی» در پرداخت حقوق در راه‌آهن نیویورک، نیوهون و هارتفورد، شرکت تلفن پراویدنس، شرکت رود آیلند و غیره توصیف کرد. وایت از دستور امتناع ورزید و گفت که موضوع خارج از حیطه اختیارات دفتر استانداری است و استاندار را به «گستاخی» و فرصت طلبی سیاسی متهم کرد.
برایتون در دفاع از خود در برابر اتهامات رفتار نادرست از جانب مشتریانش، گفت: «من توسط حزبم قربانی شده‌ام، مردم چیزهای گوناگون در مورد من گفته‌اند که عمدتاً دروغ است، من به پیمانه‌ای که تجسم یافته‌است، بد نیستم. اما من خیلی به حرف‌های مردم اهمیتی نمی‌دهم. کاری که من انجام داده‌ام به نفع حزب جمهوری‌خواه بوده و هر بار که از هر شرکتی یک حق المشاوره ثابت گرفته‌ام، همیشه مشروط بر این بوده که اگر خلاف مصلحت حزبم باشد از آن پرونده صرف نظر خواهم کرد».

### بازنشستگی و وفات
برایتون نتوانست که سامویل پی. کولت را در سنای ایالت متحده تعیین کند. جورج پی. ویتمور، متصدی جمهوری‌خواه در نهایت کرسی خود را در برابر همکاران حزب جمهوری‌خواه‌اش کولت و رابرت هیل ایوز گدارد دموکرات حفظ کرد. اگرچه مبارزات طولانی کرسی نماینده رود آیلند را در شصتمین دور کنگره از مارس ۱۹۰۷ الی ژانویه ۱۹۰۸ خالی گذاشت.
در ژوئیه ۱۹۰۷، برایتون از کمیته اجرایی کمیته مرکزی ایالتی حزب جمهوری‌خواه استعفا داد. او اواخر سال دفاتر وایت را در کاخ ایالتی تخلیه کرد و اظهار داشت که او برای سرپیچی از خواسته‌های فرماندار هیگینز معطل مانده‌است.
ژنرال برایتون یکی از اعضای فعال گروه نظامی وفادار ایالات متحده، انجمن جنگ‌های استعماری و همچنین ارتش بزرگ جمهوری بود. برایتون در ۲۳ سپتامبر ۱۹۱۰ در پراویدنس در اثر دیابت و عوارض شکستگی لگن ناشی از سقوط پایدار درگذشت و در گورستان سوان پاینت در پراویدنس به‌خاک سپرده شد.